# Joanna Penn
Pour les articles homonymes, voir Penn.
Joanna Carolyn, également appelée JoJo Penn (née en 1985) est une conseillère politique britannique, qui est chef de cabinet adjointe de la Première ministre Theresa May de 2016 à 2019. 
En septembre 2019, elle est nommée pair à vie du Parti conservateur dans les honneurs de démission du Premier ministre 2019. 
Elle est créée baronne Penn, de Teddington dans le Borough londonien de Richmond upon Thames, le 10 octobre 2019. La baronne Penn est la plus jeune membre de la Chambre des lords. 